# Horváth Mihály (orvos)
Horváth Mihály (Arad, 1868. május 28. – Budapest, 1938. október 10.) ortopéd szakorvos, egyetemi tanár, közkórházi orvos, egészségügyi főtanácsos.

## Életpályája
Orvosi diplomáját a budapesti egyetemen szerezte meg 1892-ben. 1893–1894 között Bécsben és Berlinben folytatott tanulmányokat. 1895-től a Szent János Kórház rendelőorvosa volt. 1907-ben a budapesti egyetemen az ortopédia magántanára volt. 1918-ban vezetésével alakult meg az első magyarországi kórházi ortopédiai osztály. 1919-ben egyetemi címzetes nyilvános rendkívüli tanár lett. 1921-ben az ortopédiai osztály főorvosa volt a Szent János Kórházban.
Ortopéd sebészi tevékenysége mellett társadalmi mozgalmat kezdeményezett a nyomorék gyermekek gyógyítására és gondozására. Szakirodalmi munkássága során a skoliózissal, a gyermekbénulások gyógyításával, a vele született csípőízületi ficamok kór és gyógytanával foglalkozott.

## Családja
Szülei: Horváth Alajos és Lukács Mária voltak. Felesége, Eleőd Judit volt. Három gyermekük született: Erzsébet, Boldizsár és Mihály.
Temetése a Kerepesi temetőben zajlott, a Bal oldali falsírboltok 416. sírhelyére. 1953-ban a temetőrész felszámolása során az Új köztemetőbe temették át a 28. parcellába.

## Művei
- Tanulmányok a scoliosisról (M. Orv. Arch., 1900)
- Az infantilis celebralis bénulások ortopädias és sebészi gyógyítása (Budapesti Orvosi Újság, 1903)
- 50 év az ortopädia fejlődésében (Orvosi Hetilap, 1906)
- Adatok a világra hozott csípőficamodás kór- és gyógytanához (Eger, 1909)
- A szép test (Budapest, 1910)
- A testileg fogyatékos gyermek védelme (Budapest, 1930)